# Neka svemir čuje nemir
Neka svemir čuje nemir je prvi koncertni album srpskog sastava Bajaga i instruktori. Album sadrži stare Bajagine pjesme, ali i tri nove: "Nek svemir čuje nemir", "Idem (kao da ne idem)" i "Na vrhovima prstiju". Objavljen je 22. studenog 1989.

## Popis pjesama
1. Na vrhovima prstiju
2. Tekila gerila
3. Idem
4. Tamara
5. Neka svemir čuje nemir
6. Dvadeseti vek
7. Dobro jutro džezeri
8. 220
9. Plavi safir
10. Kad hodaš
11. Ruski voz
12. Zažmuri
13. Poljubi me
14. Limene trube
15. Ja mislim 300 na sat
16. Tišina